# Euscelis seriphidii
Euscelis seriphidii är en insektsart som beskrevs av Alexander Fyodorovich Emeljanov 1962. Euscelis seriphidii ingår i släktet Euscelis och familjen dvärgstritar. Inga underarter finns listade i Catalogue of Life.